# Marianne Werner
Pour les articles homonymes, voir Werner.
Marianne Werner, née Schulze-Entrup le 4 janvier 1924 à Dülmen et morte le 22 juillet 2023 à Dortmund, est une ancienne athlète allemande, spécialiste du lancer du poids et du disque. Elle faisait partie des meilleures lanceuses de poids et de disque des années 1950.
Elle a remporté deux médailles olympiques (dont l'argent en 1956 concourant alors pour l'Allemagne de l'Ouest au sein de l'Équipe unifiée d'Allemagne) et un titre de championne d'Europe au lancer du poids mais aucune médaille au lancer du disque.
Elle est élue personnalité sportive allemande de l'année en 1958.

## Palmarès

### Jeux olympiques
- Jeux olympiques de 1952 à Helsinki ( Finlande)
  -  Médaille d'argent au lancer du poids
- Jeux olympiques de 1956 à Melbourne ( Australie)
  -  Médaille de bronze au lancer du poids

### Championnats d'Europe d'athlétisme
- Championnats d'Europe d'athlétisme de 1954 à Berne ( Suisse)
  - 5e au lancer du poids
- Championnats d'Europe d'athlétisme de 1958 à Stockholm ( Suède)
  -  Médaille d'or au lancer du poids